# جاكي باتلر
جاكي باتلر (بالإنجليزية: Jackie Butler)‏ مواليد 10 مارس 1985 في ماكومب، هو لاعب كرة سلة أمريكي سابق بدأ مسيرته الاحترافية في سنة 2004.. يبلغ طوله 6 قدم 10 بوصة (2.1 م). اعتزل اللعب في 2007. فاز بلقب دوري إن بي إيه.

## روابط خارجية
- جاكي باتلر على موقع إن بي أي (الإنجليزية)
- جاكي باتلر على موقع سبورتس رفرنس (الإنجليزية)
- جاكي باتلر على موقع كرة السلة الأوروبية.كوم (الإنجليزية)
- جاكي باتلر على موقع ريلجم (الإنجليزية)
- جاكي باتلر على موقع بروبوليرز (الإنجليزية)